# Галиндо, Руди
Вэл Джо (Руди) Гали́ндо (англ. Val Joe «Rudy» Galindo; род. 7 сентября 1969, Сан-Хосе, Калифорния) — американский фигурист выступавший одновременно и в одиночном и в парном фигурном катании. Как одиночник он чемпион США 1996 года и чемпион мира среди юниоров 1987 года. В парах, с Кристи Ямагучи, он чемпион мира среди юниоров 1988 года и двукратный чемпион США 1989 и 1990 годов.

## Биография
Как пара, Ямагучи и Галиндо были необычны тем, что прыгали и вращались в разных направлениях — Ямагучи против часовой стрелки, а Галиндо — по часовой (то есть зеркально отражая друг друга, что прежде всего было задумано, чтобы скрыть чрезвычайно несогласованную технику, несинхронность исполнения элементов). Однако они не являются первой парой, с такой особенностью катания. Они выиграли чемпионат мира среди юниоров в парном катании 1988 года и «взрослые» чемпионаты США в 1989 и 1990 годах. К этому времени Галиндо уже выиграл чемпионат мира среди юниоров 1987 года в одиночном разряде. После успехов в парном катании Руди решил сделать перерыв в соревнованиях одиночников с тем чтобы полностью сосредоточиться на парном катании. На чемпионатах мира 1989-90 пара пыталась исполнять параллельный прыжок тройной флип, в 1989 — недокрученный и крайне несинхронно, в 1990 Руди выполнил прыжок, а Кристи вместо него сделала лишь одинарный флип (судьи засчитали общий элемент как одинарный), что только усиливало впечатление несогласованности, после таких экспериментов пара распалась.
Галиндо вернулся в одиночное катание. В 1996 году он выиграл национальный чемпионат, став самым «возрастным» чемпионом США в мужском одиночном катании за 50 лет (ему было 28 лет). Далее последовала бронзовая медаль на чемпионате мира 1996 года, где ему покорились сложные каскады тройной аксель — тройной тулуп и тройной флип — тройной тулуп, и др. элементы, удачно совмещенные с необычной пластикой и хореографией на муз. П. И. Чайковского, а в итоге удалось переиграть главного фаворита Э.Стойко. Летом 1996 года Галиндо ушёл из любительского спорта.
Руди Галиндо был поставлен диагноз — ВИЧ.
С 1996 года он выступал в туре Тома Коллинза «Champions on Ice» вплоть до 2007 года, когда Том Коллинз решил закончить этот бизнес.
Галиндо признался в своей гомосексуальности в 1996 году. Руди опубликовал в 1997 году автобиографию под названием «Icebreaker».

## Спортивные достижения

### Мужское одиночное катание
| Соревнования                      | 1981-82 | 1982-83 | 1983-84 | 1984-85 | 1985-86 | 1986-87 | 1987-88 | 1990-91 | 1991-92 | 1992-93 | 1993-94 | 1994-95 | 1995-96 |
| --------------------------------- | ------- | ------- | ------- | ------- | ------- | ------- | ------- | ------- | ------- | ------- | ------- | ------- | ------- |
| Чемпионаты мира                   |         |         |         |         |         |         |         |         |         |         |         |         | 3       |
| Чемпионаты мира среди юниоров     |         |         |         | 3       | 2       | 1       |         |         |         |         |         |         |         |
| Чемпионаты США                    | 1N.     |         | 5J.     | 3J.     | 3J.     | 8       | 10      | 11      | 8       | 5       | 7       | 8       | 1       |
| Vienna Cup                        |         |         |         |         |         |         |         |         |         |         |         | 1       |         |
| Этапы серии Гран-При: Nations Cup |         |         |         |         |         |         |         |         |         |         | 4       |         |         |

- N = детский уровень; J = юниорский уровень

### Парное катание
(с Ямагучи)
| Соревнования                        | 1984—1985 | 1985—1986 | 1986—1987 | 1987—1988 | 1988—1989 | 1989—1990 |
| ----------------------------------- | --------- | --------- | --------- | --------- | --------- | --------- |
| Чемпионаты мира                     |           |           |           |           | 5         | 5         |
| Чемпионаты мира среди юниоров       |           | 5         | 3         | 1         |           |           |
| Чемпионаты США                      | 5J.       | 1J.       | 5         | 5         | 1         | 1         |
| Этапы серии Гран-При: Skate America |           |           | 5         |           |           | 2         |
| Этапы серии Гран-При: NHK Trophy    |           |           |           |           | 3         | 4         |

- J = юниорский уровень